# Gazeran
Gazeran est une commune française située dans le département des Yvelines en région Île-de-France.

## Géographie

### Situation
Vaste commune rurale, largement boisée, Gazeran est incluse dans le massif forestier de Rambouillet et au commencement de la riche région agricole de la Beauce et à 5 km de Rambouillet.

### Hydrographie
La commune est arrosée par la Guéville, petite rivière, affluent de la Drouette, qui prend sa source dans le parc du château de Rambouillet et qui se jettera plus tard dans l'Eure (rivière)

### Communes limitrophes
|                       | Poigny-la-Forêt | Rambouillet |
| Hermeray              | Gazeran         |             |
| Saint-Hilarion Émancé | Orphin          | Orcemont    |

### Transports et voies de communications

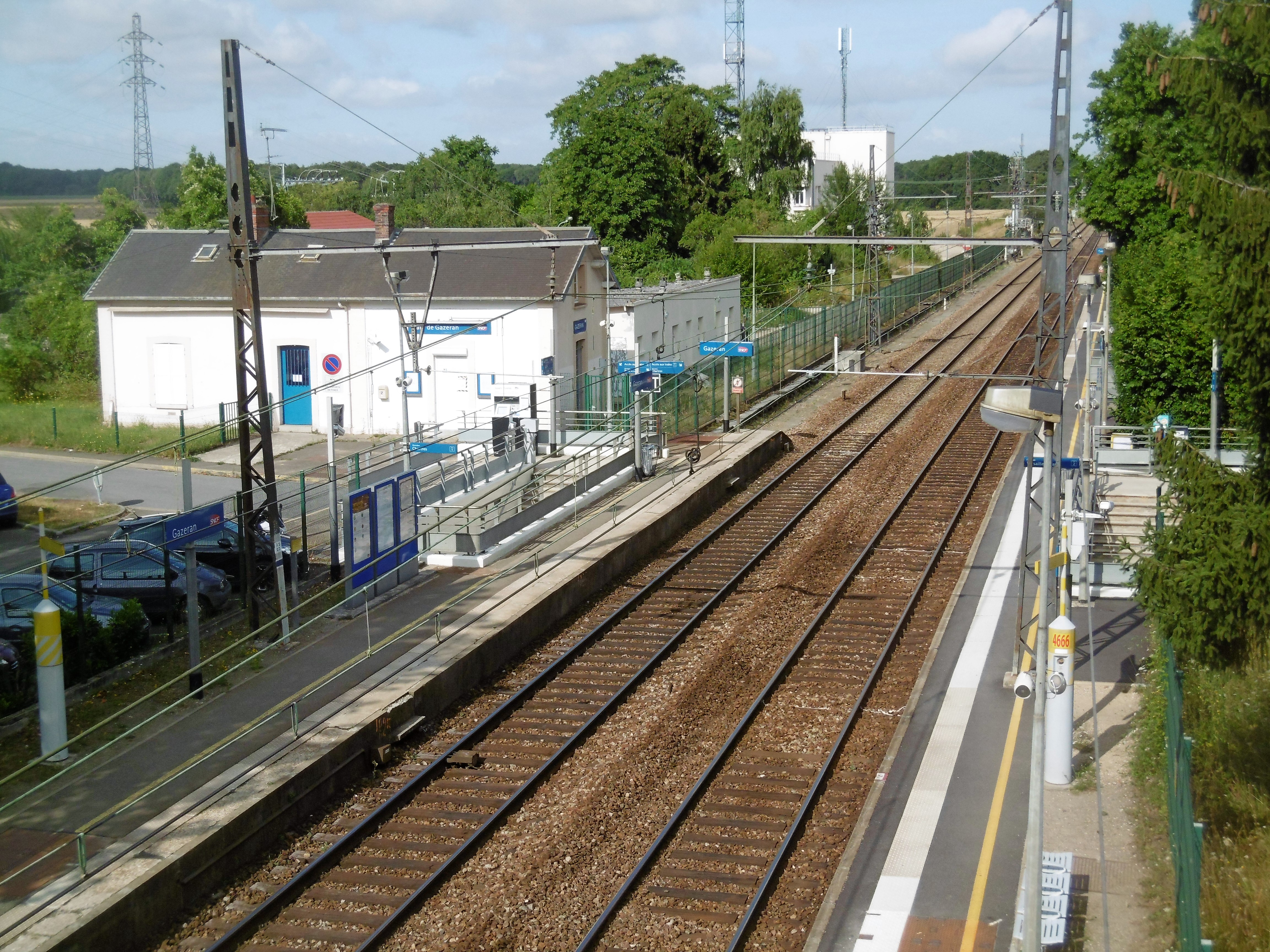
La gare de Gazeran.

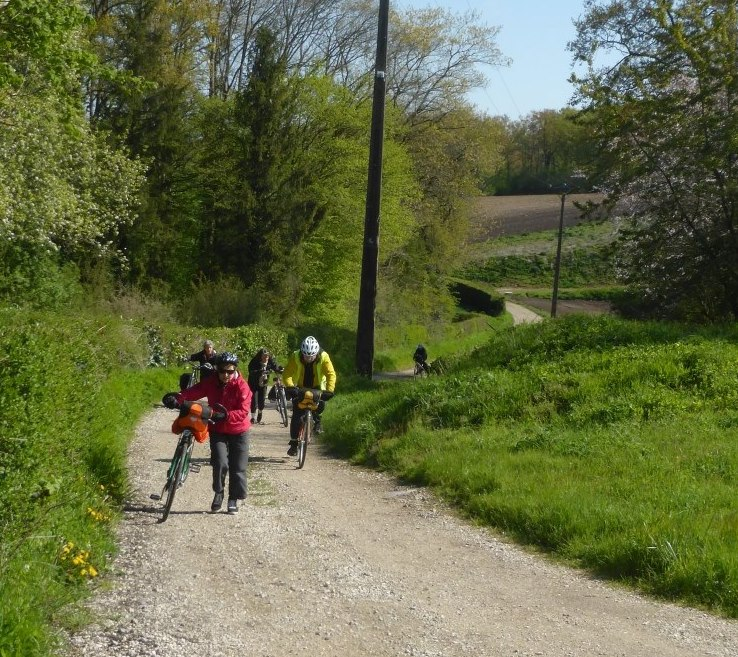
Le chemin de Guéville.

#### Réseau routier
Gazeran est traversée par l'ancienne route nationale 306 (actuelle RD 906) un axe important reliant Rambouillet à Épernon.

#### Desserte ferroviaire
La commune dispose de la  gare de Gazeran qui est située sur la ligne de Paris-Montparnasse à Brest desservie par des trains omnibus du réseau TER Centre-Val de Loire, circulant entre Paris-Montparnasse et Chartres .

#### Bus
La commune est desservie par les lignes 20, 24, 30, 60, 89 et B du réseau de bus Centre et Sud Yvelines.

#### Autres
Le sentier de grande randonnée GR 1 traverse le territoire de la commune, de Rambouillet à l'est jusqu'à Poigny-la-Forêt au nord-ouest.

### Climat
Pour des articles plus généraux, voir Climat de l'Île-de-France et Climat des Yvelines.
En 2010, le climat de la commune est de type climat océanique dégradé des plaines du Centre et du Nord, selon une étude du CNRS s'appuyant sur une série de données couvrant la période 1971-2000. En 2020, Météo-France publie une typologie des climats de la France métropolitaine dans laquelle la commune est exposée à un climat océanique altéré et est dans la région climatique Sud-ouest du bassin Parisien, caractérisée par une faible pluviométrie, notamment au printemps (120 à 150 mm) et un hiver froid (3,5 °C).
Pour la période 1971-2000, la température annuelle moyenne est de 10,5 °C, avec une amplitude thermique annuelle de 14,9 °C. Le cumul annuel moyen de précipitations est de 637 mm, avec 10,8 jours de précipitations en janvier et 8 jours en juillet. Pour la période 1991-2020, la température moyenne annuelle observée sur la station météorologique la plus proche, située sur la commune de Saint-Léger-en-Yvelines à 10 km à vol d'oiseau, est de 11,0 °C et le cumul annuel moyen de précipitations est de 706,3 mm,. Pour l'avenir, les paramètres climatiques de la commune estimés pour 2050 selon différents scénarios d'émission de gaz à effet de serre sont consultables sur un site dédié publié par Météo-France en novembre 2022.

## Urbanisme

### Typologie
Au 1er janvier 2024, Gazeran est catégorisée bourg rural, selon la nouvelle grille communale de densité à sept niveaux définie par l'Insee en 2022.
Elle est située hors unité urbaine. Par ailleurs la commune fait partie de l'aire d'attraction de Paris, dont elle est une commune de la couronne,. Cette aire regroupe 1 929 communes,.

### Occupation des solssimplifiée
Le territoire de la commune se compose en 2017 de 93,42 % d'espaces agricoles, forestiers et naturels, 2,77 % d'espaces ouverts artificialisés et 3,81 % d'espaces construits artificialisés.

### Occupation des sols détaillée
Le tableau ci-dessous présente l'occupation des sols de la commune en 2018, telle qu'elle ressort de la base de données européenne d’occupation biophysique des sols Corine Land Cover (CLC).
| Type d’occupation                                              | Pourcentage | Superficie (en hectares) |
| -------------------------------------------------------------- | ----------- | ------------------------ |
| Tissu urbain discontinu                                        | 3,8%        | 99                       |
| Zones industrielles ou commerciales et installations publiques | 1,7%        | 44                       |
| Terres arables hors périmètres d'irrigation                    | 47,6%       | 1225                     |
| Prairies et autres surfaces toujours en herbe                  | 0,5%        | 13                       |
| Forêts de feuillus                                             | 43,1%       | 1111                     |
| Forêts de conifères                                            | 1,7%        | 45                       |
| Source : Corine Land Cover                                     |             |                          |

### Hameaux de la commune
- Le Gâteau, l'Essart, Batonceau, Guéville, Cutesson.

## Toponymie
Le nom de la localité est attesté sous les formes Waswing, Waswinganum, Wasiringus en  885 dans une charte du comte Eudes, fils de Robert le Fort, Wasiringo au XIe siècle, Gazezrannum, Gazerannum, Gaseren, Gaserent, Gasserent, Gasserend, Gaseran en 1201, et enfin Gazeran en 1793.
Il s'agit d'un type toponymique germanique en –ing,. Ce suffixe a régulièrement évolué vers la terminaison -an en français (exemples : chambellan ; cormoran ; paysan ; etc.).
Selon Marianne Mulon, le premier élément Gazer- représente le nom de personne germanique Gashari, alors qu'Albert Dauzat propose sans conviction l'anthroponyme germanique Wasuger.
Remarque : aucune de ces deux hypothèses n'est réellement satisfaisante sur le plan phonétique : les formes les plus anciennes montrent que le toponyme initial commence par W-, or il ne peut procéder de G-, dans l'histoire de la phonétique française, c'est l'inverse (exemple : verbes *war-ôn > gar-er; *ward-ôn > gard-er; etc., substantifs *wrakjo > gars, garçon; etc., anthroponymes Warinhari > Garnier, etc. Quant à l'hypothèse Wasuger, les formes en Wasw- Wasir- ne permettent pas de confirmer la présence d'un [g].

## Histoire
Les seigneurs de Gazeran sont connus dès le commencement du XIe siècle dans la personne d'Adelilme. Ce dernier fit élever son fils Amaury par les moines de Saint-Évroult (Saint-Chéron) sur le prix de la dîme de Puseolis. Ce fils, devenu prêtre, donna, à sa mort en 1076, cette dîme à Sainte-Marie de Maule, aux dires d'Orderic Vital.
Thierry de Gazeran, l'un des plus grands seigneurs de son temps à la cour du roi Louis VII le Jeune, signa, avec Guy le Bouteiller de Senlis et Anseau de l'Isle, la charte de commune accordée à la ville de Compiègne.
Simon de Gazeran figura en 1181 comme témoin des deux chartes du prieuré de Brethencourt, délivrées par Simon III de Montfort. Il signa jusqu'en 1213 beaucoup de chartes de Simon III. Sa fille se fit religieuse à Yerres et il donna à l'abbaye le moulin de Gazeran comme dot.
En 1209, Mainier de Gazeran  (mort avant 1226) prend comme cens de l'abbaye d'Yerres ce même moulin de Gazeran, pour six muids de seigle et redevance annuelle et 20 sous parisis par an. Il notifie aussi que son fils Simon de Gazeran, chevalier, et son épouse ont ratifié la donation faite aux Vaux de Cernay par Mathilde, femme de Mainier d'un muid de blé à prendre sur sa grange d'Ossonville ou Ouarville (Eure-et-Loir). Mainier donna aux Moulineaux (ancien prieuré de Poigny) un muid de blé sur le moulin de Gazeran.
Simon de Gazeran, chevalier, donna aux Vaux de Cernay un demi-muid de blé à prendre annuellement sur sa grange d'Ossonville à la Toussaint de chaque année. Simon de Gazeran fut le bienfaiteur d'un grand nombre d'abbayes et de prieurés. Il se croisa avec le roi Saint Louis et mourut comme lui en Terre Sainte en 1270.
En 1307, le châtelain de la maison de Saint-Priest (Eure-et-Loir), propriétaire de vastes domaines près de Tours, encourut la disgrâce du chapitre de Notre-Dame de Chartres pour avoir appréhendé au corps un homme que les chanoines disaient de la famille Simon de Gazeran.
Vers la fin du XIVe siècle, l'héritier de Gazeran porta cette châtellenie avec celle d'Ouarville à la maison de Prunelay ou Prunelé (ancien château disparu d'Eure-et-Loir), originaire des Portes, près d'Étampes.
La famille de Prunelay a possédé Gazeran jusqu'en 1706 et Ouarville jusqu'à la fin du XIXe siècle. En 1708 le château devient propriété du comte de Toulouse, mais qui cesse de l'habiter, le démolit et en utilise les pierres à Rambouillet.
Au début du XIXe siècle, la famille Hache bâtit sur les ruines le château actuel.

## Politique et administration

### Rattachements administratifs et électoraux
Rattachements administratifs
Antérieurement à la loi du 10 juillet 1964, la commune faisait partie du département de Seine-et-Oise. La réorganisation de la région parisienne en 1964 fit que la commune appartient désormais au département des Yvelines et à son arrondissement de Rambouillet après un transfert administratif effectif au 1er janvier 1968.
Elle faisait partie depuis 1793  du canton de Rambouillet de Seine-et-Oise puis des Yvelines. Dans le cadre du redécoupage cantonal de 2014 en France, cette circonscription administrative territoriale a disparu, et le canton n'est plus qu'une circonscription électorale.
Rattachements électoraux
Pour les élections départementales, la commune est depuis 2014 le bureau centralisateur d'un nouveau canton de Rambouillet
Pour l'élection des députés, elle fait partie de la dixième circonscription des Yvelines.

### Intercommunalité
Gazeran faisait partie de la communauté de communes Plaines et Forêts d'Yveline, un établissement public de coopération intercommunale (EPCI) à fiscalité propre créé en 2003 et auquel la commune avait transféré un certain nombre de ses compétences, dans les conditions déterminées par le code général des collectivités territoriales. Cette intercommunalité devient une communauté d'agglomération en 2015 sous le nom de Rambouillet Territoires communauté d’agglomération Rambouillet Territoires (RTCA).
Dans le cadre des dispositions de la loi portant nouvelle organisation territoriale de la République du 7 août 2015, qui prévoit que les établissements publics de coopération intercommunale (EPCI) à fiscalité propre doivent avoir un minimum de 15 000 habitants, cette intercommunalité a fusionné avec la petite communauté de communes Contrée d'Ablis-Porte des Yvelines et la communauté de communes des Étangs pour former, le 1er janvier 2017, la communauté d'agglomération dénommée Rambouillet Territoires dont la commune est désormais membre.

### Liste des maires
| Période       | Période                    | Identité                              | Étiquette | Qualité                                                                                  |
| ------------- | -------------------------- | ------------------------------------- | --------- | ---------------------------------------------------------------------------------------- |
| ?             | ?                          | M. Combet                             |           |                                                                                          |
| ?             | octobre 2009               | Bernard Bataille (décédé en fonction) |           | Président de la CC Plaines et Forêts d'Yveline (2003 → 2009)                             |
| décembre 2009 | En cours (au 12 mars 2021) | Emmanuel Salignat                     |           | Vice-président de la CA Rambouillet Territoires (2017 → ) Réélu pour le mandat 2020-2026 |

## Population et société

### Démographie

#### Évolution démographique
L'évolution du nombre d'habitants est connue à travers les recensements de la population effectués dans la commune depuis 1793. Pour les communes de moins de 10 000 habitants, une enquête de recensement portant sur toute la population est réalisée tous les cinq ans, les populations de référence des années intermédiaires étant quant à elles estimées par interpolation ou extrapolation. Pour la commune, le premier recensement exhaustif entrant dans le cadre du nouveau dispositif a été réalisé en 2005.

En 2022, la commune comptait 1 337 habitants, en évolution de +4,21 % par rapport à 2016 (Yvelines : +2,72 %, France hors Mayotte : +2,11 %).
| 1793 | 1800 | 1806 | 1821 | 1831 | 1836 | 1841 | 1846 | 1851 |
| ---- | ---- | ---- | ---- | ---- | ---- | ---- | ---- | ---- |
| 682  | 618  | 670  | 826  | 896  | 684  | 645  | 679  | 683  |

| 1856 | 1861 | 1866 | 1872 | 1876 | 1881 | 1886 | 1891 | 1896 |
| ---- | ---- | ---- | ---- | ---- | ---- | ---- | ---- | ---- |
| 660  | 660  | 630  | 645  | 650  | 644  | 618  | 684  | 651  |

| 1901 | 1906 | 1911 | 1921 | 1926 | 1931 | 1936 | 1946 | 1954 |
| ---- | ---- | ---- | ---- | ---- | ---- | ---- | ---- | ---- |
| 640  | 673  | 664  | 635  | 631  | 626  | 591  | 536  | 557  |

| 1962 | 1968 | 1975 | 1982 | 1990 | 1999  | 2005  | 2006  | 2010  |
| ---- | ---- | ---- | ---- | ---- | ----- | ----- | ----- | ----- |
| 520  | 580  | 673  | 812  | 940  | 1 156 | 1 176 | 1 162 | 1 238 |

| 2015  | 2020  | 2022  | - | - | - | - | - | - |
| ----- | ----- | ----- | - | - | - | - | - | - |
| 1 287 | 1 295 | 1 337 | - | - | - | - | - | - |

#### Pyramide des âges
En 2018, le taux de personnes d'un âge inférieur à 30 ans s'élève à 28,7 %, soit en dessous de la moyenne départementale (38,0 %). À l'inverse, le taux de personnes d'âge supérieur à 60 ans est de 31,3 % la même année, alors qu'il est de 21,7 % au niveau départemental.
En 2018, la commune comptait 622 hommes pour 663 femmes, soit un taux de 51,60 % de femmes, légèrement supérieur au taux départemental (51,32 %).
Les pyramides des âges de la commune et du département s'établissent comme suit.
| Hommes | Classe d’âge | Femmes |
| ------ | ------------ | ------ |
| 1,4    | 90 ou +      | 5,2    |
| 7,6    | 75-89 ans    | 11,3   |
| 19,8   | 60-74 ans    | 17,1   |
| 25,2   | 45-59 ans    | 24,4   |
| 15,5   | 30-44 ans    | 15,0   |
| 12,6   | 15-29 ans    | 11,4   |
| 17,9   | 0-14 ans     | 15,6   |

| Hommes | Classe d’âge | Femmes |
| ------ | ------------ | ------ |
| 0,6    | 90 ou +      | 1,4    |
| 6      | 75-89 ans    | 7,8    |
| 13,5   | 60-74 ans    | 14,8   |
| 20,7   | 45-59 ans    | 20,1   |
| 19,6   | 30-44 ans    | 19,9   |
| 18,5   | 15-29 ans    | 16,8   |
| 21,2   | 0-14 ans     | 19,2   |

### Enseignement
La commune possède ses propres maternelle et école primaire. Les études à partir du collège doivent être effectuées à l'extérieur, le plus souvent à Rambouillet ; un service de ramassage scolaire payant est mis à disposition au sein du réseau de bus Centre et Sud Yvelines dans le cadre du réseau d'autobus francilien.

### Sports
La commune dispose d'un terrain de football et de deux courts de tennis, et il existe une association gazeranaise de football.

## Économie
L'économie de la commune repose principalement sur l'agriculture et le maraîchage.
La commune dispose aussi d'un centre commercial, Le Brayphin, en limite de la ville de Rambouillet, qui propose 17 enseignes dont 2 restaurants.

## Culture locale et patrimoine

### Lieux et monuments
- Château-fort Saint-Antoine :  construit au XIe siècle dont il ne reste que l'ouvrage d'entrée muni d'un pont-levis.
- Église Saint-Germain-l'Auxerrois : église du XIe siècle, remaniée au XVIIe et restaurée en 1856.
- Château de Guéville : édifice de style Renaissance datant de la fin du XIXe siècle.

### Galerie

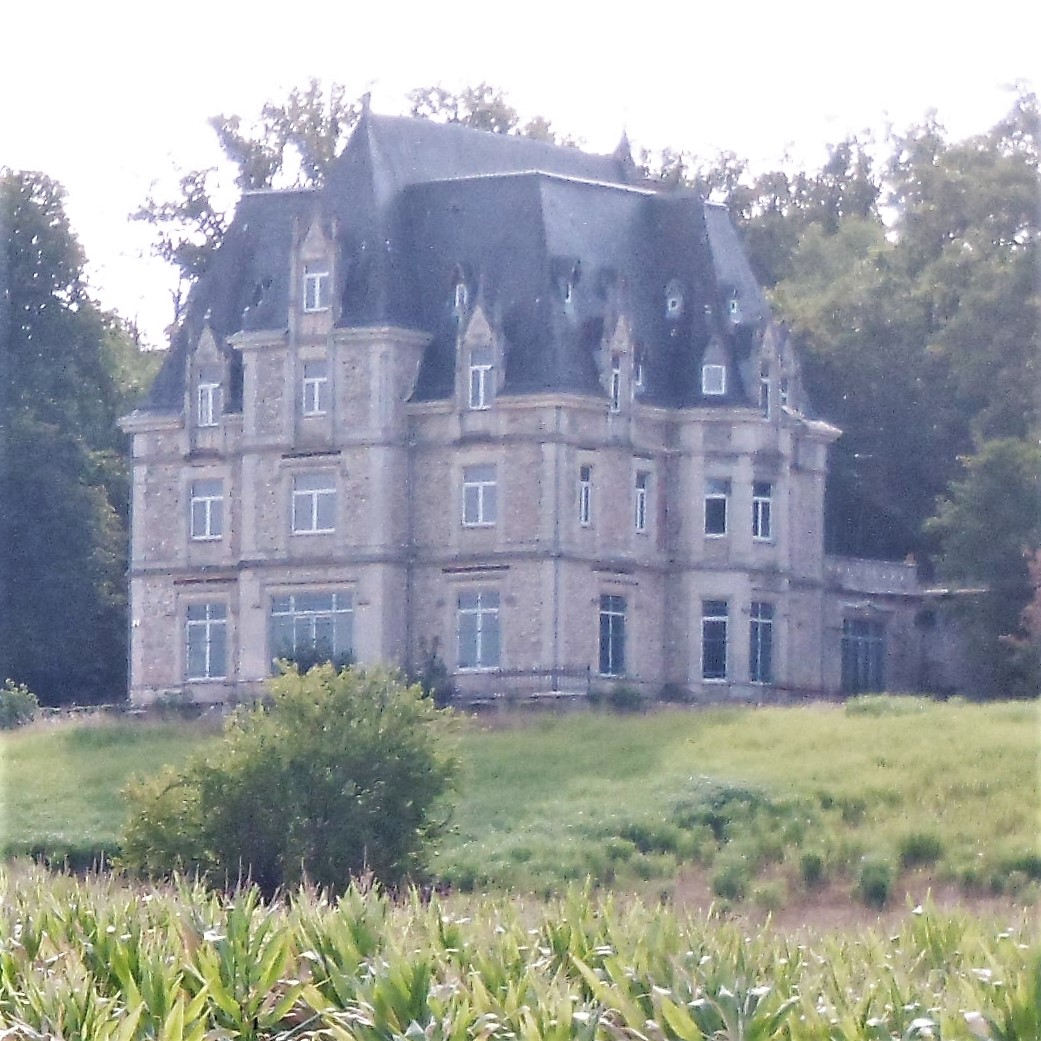
Le château de Guéville.
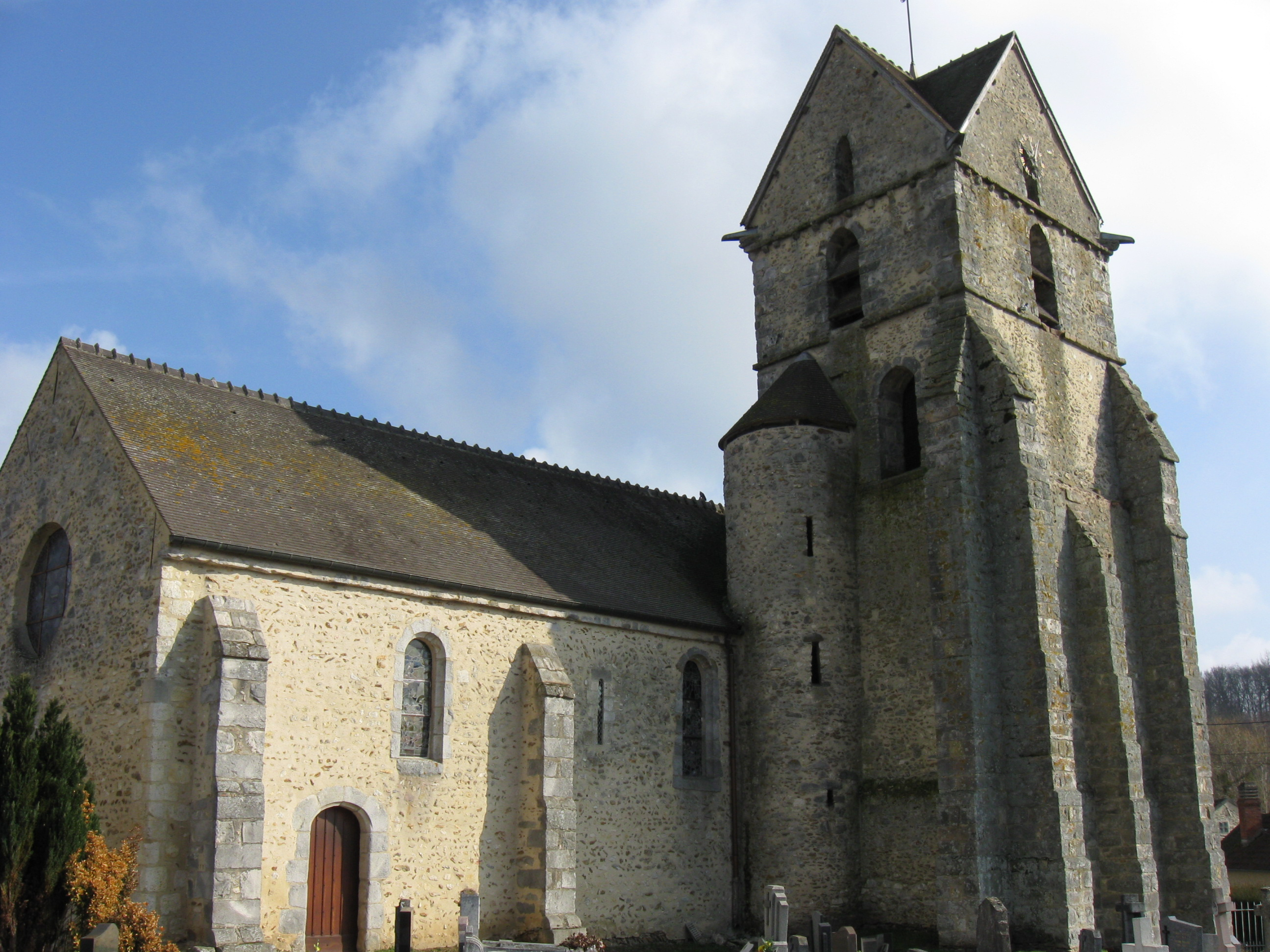
L'église Saint-Germain-l'Auxerrois.
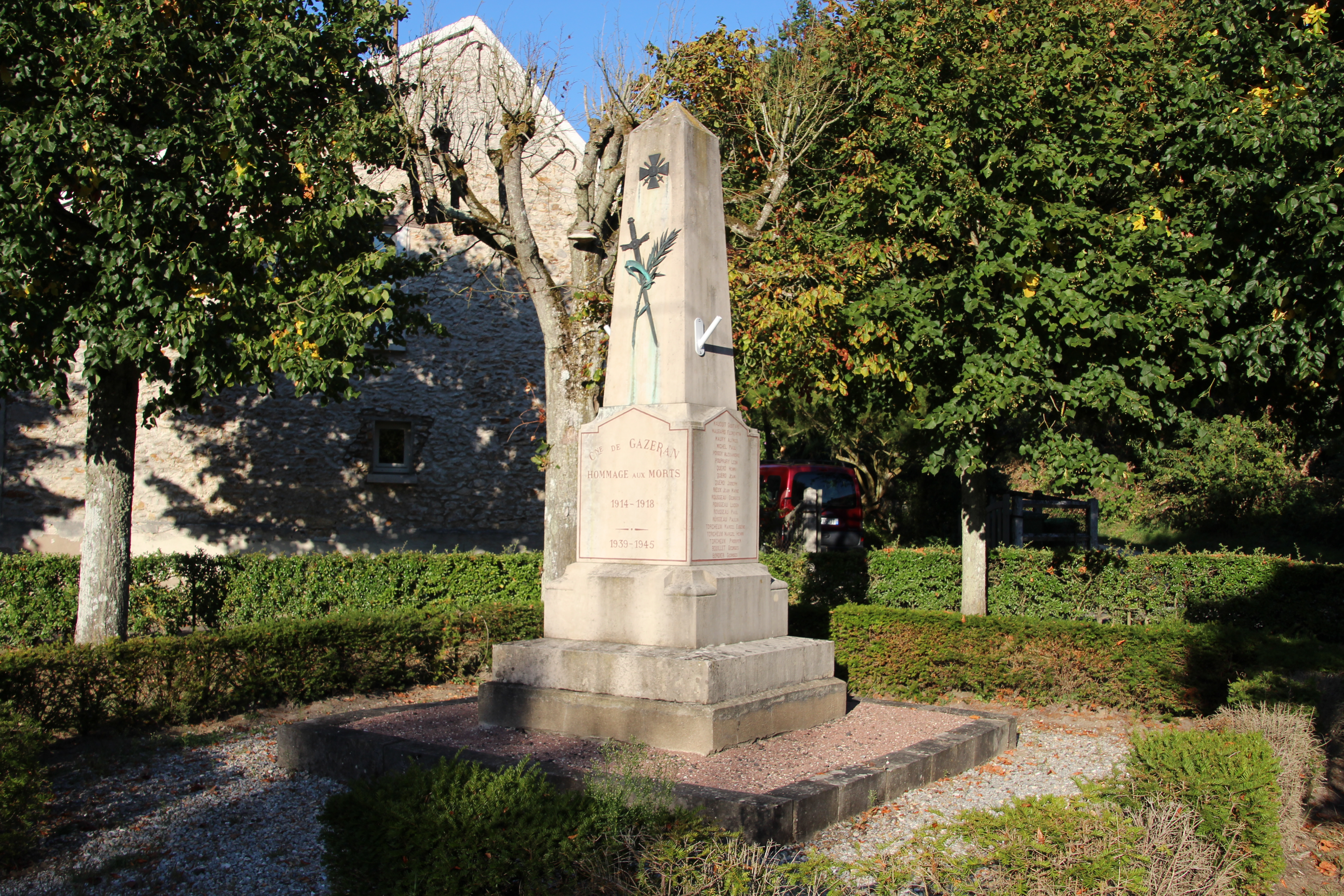
Le monument aux morts.
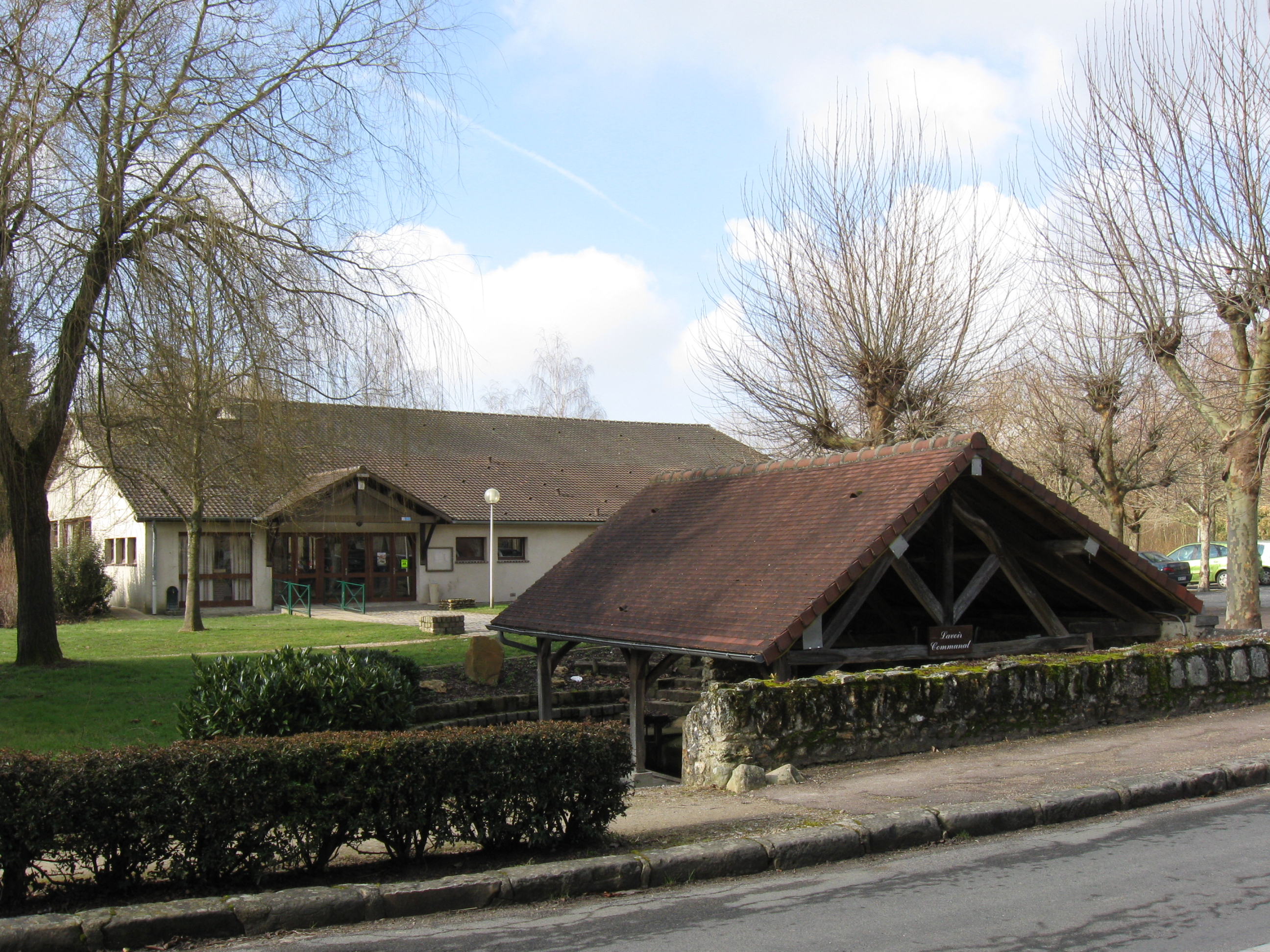
La salle des fêtes et le lavoir de Gazeran.

### Personnalités liées à la commune
- Auguste Moutié (1812-1886), historien, y est né.
- Sadi Carnot (1837-1894), président de la IIIe République a résidé au château de Guéville édifié par sa famille.
- Georges Louis Humbert (1862-1921), général ayant participé à la Première Guerre mondiale, y est né.
- Pearl White (1889-1938), actrice américaine de films muets y a résidé dans les années 1920[réf. nécessaire].
- Bibiane Leclercq (née à Gazeran en 1930, morte en 1995), religieuse française, bienheureuse et martyre.

### Héraldique
| Blason de Gazeran | Blason  | Le blason de Gazeran se présente ainsi : De gueules à six annelets d'or posés 3, 2 et 1, au chef d'azur semé de fleurs de lis d'or, à deux cotices ondées d'argent brochant sur le tout du chef. |
| Blason de Gazeran | Détails | |